# Presidente de la Comunidad de Madrid
El presidente de la Comunidad de Madrid es la persona que ostenta la suprema representación de la Comunidad de Madrid y la ordinaria del Estado en ese territorio. Además, preside y dirige la actividad del Gobierno de la Comunidad de Madrid, y designa, separa y cesa a los consejeros. 
Es una de las instituciones propias que integran la comunidad autónoma, junto con la Asamblea de Madrid y el Gobierno de la Comunidad de Madrid. Es elegido por la Asamblea de Madrid de entre sus miembros y es nombrado por el rey de España.
Sus funciones se establecen en el Título I, Capítulo II, del Estatuto de Autonomía de Madrid, en los artículos 10 al 21. 
A lo largo de la historia de la comunidad, desde su creación tras la aprobación de su Estatuto de Autonomía en 1983, ha habido ocho presidentes, descartando a Pedro Rollán, quien no fue investido por la Asamblea y sólo fue interino en el cargo sin denominación de Presidente de manera oficial. 
Desde agosto de 2019 la titular del cargo es Isabel Díaz Ayuso, del Partido Popular.

## Elección, investidura y toma de posesión
Según el Estatuto de autonomía de la Comunidad de Madrid y la Ley 1/1983, de 13 de diciembre, de Gobierno y Administración de la Comunidad de Madrid, el presidente de la Comunidad será elegido por la Asamblea de Madrid de entre sus miembros y nombrado por el Rey, cayendo la facultad de presentar candidatos a los Grupos Parlamentarios.
Después de cada renovación de la Asamblea y en los demás supuestos en que se produzca vacante en la Presidencia de la Comunidad, en un plazo máximo de 15 días después de la constitución de la Asamblea de Madrid el presidente de la Cámara, previa consulta con los representantes designados por los grupos políticos con representación parlamentaria, propondrá a esta uno de sus miembros como candidato a la Presidencia de la Comunidad. Cómo indica el Reglamento de la Asamblea de Madrid, el pleno correspondiente a la sesión de investidura se celebrará entre el tercer y el séptimo día siguiente después de que se oficialice la propuesta del candidato que siempre será uno de los diputados. El presidente de la Asamblea es quien fija la fecha de esta sesión de investidura.
El candidato propuesto, conforme a lo previsto en el apartado anterior, expondrá ante la Asamblea el programa político del Gobierno que pretenda formar y necesitará el voto de la mayoría absoluta en la primera votación para ser investido.
Si la Asamblea otorgase por mayoría absoluta su confianza a dicho candidato, el Rey procederá a nombrarle Presidente de la Comunidad de Madrid. De no alcanzarse dicha mayoría, se someterá la misma propuesta a nueva votación cuarenta y ocho horas después y al aspirante a la Presidencia de la Comunidad le basta con obtener la mayoría simple (más votos a favor que en contra). Una vez otorgada la confianza de la Cámara al candidato en cualquiera de las dos votaciones, el ya presidente de la Comunidad de Madrid toma posesión de su cargo.
Si tampoco lograra el segundo respaldo, se volvería a empezar con las rondas de consultas y se convocaría de nuevo la sesión de investidura. Por otro lado, si en los siguientes dos meses a partir de la primera votación de investidura ningún candidato propuesto obtuviera la confianza de la Cámara, la Asamblea quedaría disuelta y se convocarían nuevas elecciones.

## Poderes y funciones

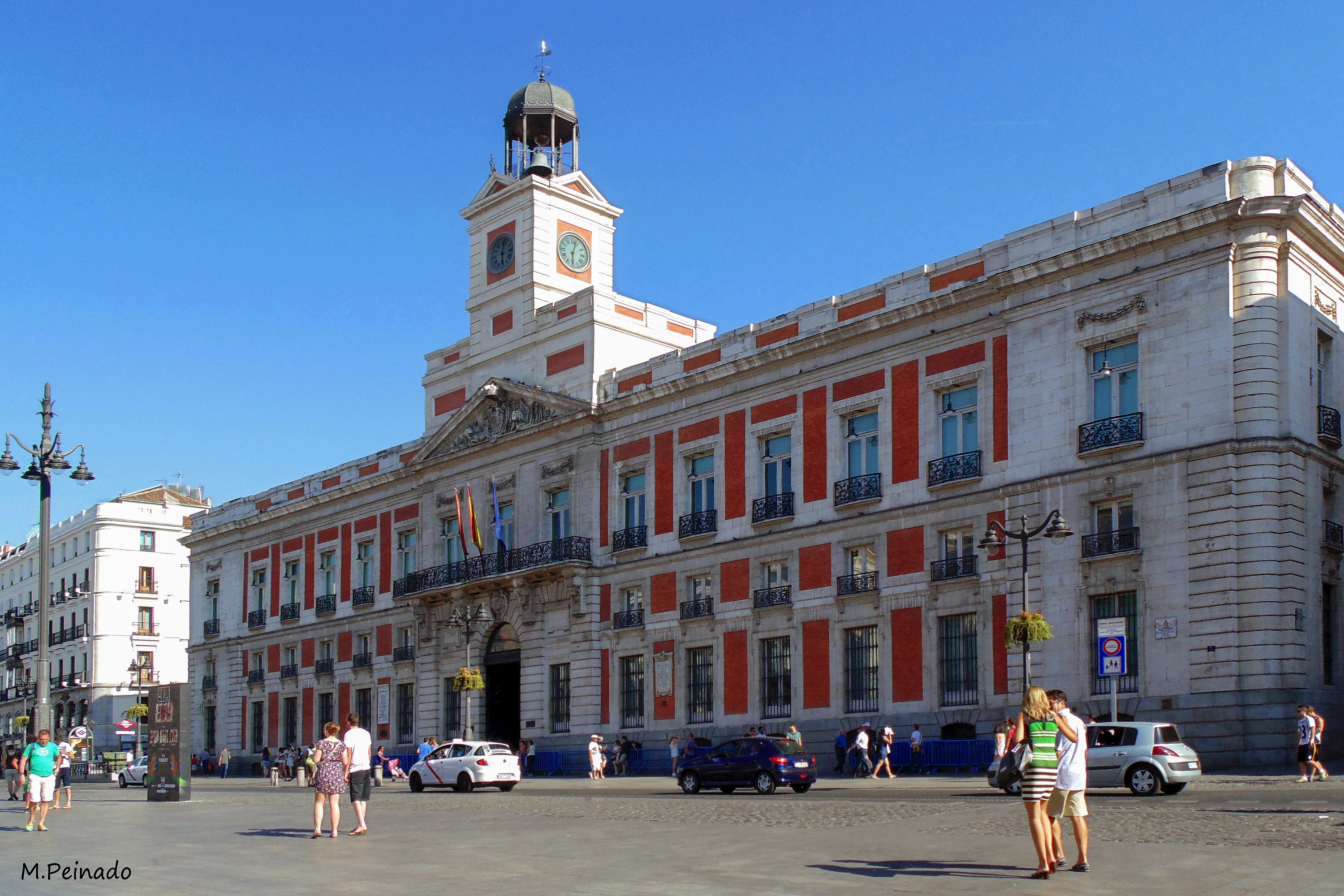
Real Casa de Correos, sede de la Presidencia de la Comunidad de Madrid

El Estatuto de Autonomía de la Comunidad de Madrid define las funciones y responsabilidades del Presidente de la Comunidad de Madrid ante la Asamblea de Madrid en los artículos 17, 18, 19 y 20.
El Presidente es por un lado, Jefe del Ejecutivo madrileño, y por otro, máximo representante de la Comunidad de Madrid con las instituciones del Estado español, con otras comunidades autónomas y con las demás administraciones públicas, así como en el ámbito internacional cuando sea necesario. Por ello, puede suscribir convenios de colaboración con el Estado y acuerdos de cooperación con otras comunidades autónomas, sin perjuicio de su delegación en otras autoridades. De la misma manera, es a la vez máximo representante del Gobierno de la Nación en la Comunidad de Madrid y debe asegurar en el ámbito regional el respeto al orden constitucional y al resto del ordenamiento jurídico, adoptando las medidas que fuesen necesarias en el marco de las competencias que le son propias. 
En tanto que es Jefe del Ejecutivo, el presidente establece, de acuerdo con su programa político, las directrices generales de la acción de gobierno. De igual modo, dirige, impulsa y coordina la acción del Consejo de Gobierno de la Comunidad de Madrid, a cuyos miembros nombra mediante decretos y dando cuenta a la Asamblea al Vicepresidente y a los Consejeros sobre los que puede delegar funciones ejecutivas propias. Por ello, el presidente puede nombrar y cesar a los Consejeros y, en su caso, al Vicepresidente o Vicepresidentes además de crear, fusionar o extinguir Consejerías y resolver los conflictos de competencias entre las mismas. Adicionalmente, autoriza los gastos que le correspondan según las normas vigentes. Por añadidura, el presidente tiene la autoridad sobre el conjunto de la Administración propia de la Comunidad de Madrid. El Presidente convoca las reuniones del Consejo de Gobierno, fijando el orden del día, presidiendo, levantando o suspendiendo sus sesiones, dirigiendo las deliberaciones y velando por el cumplimiento de las decisiones adoptadas. 
Por otro lado, el presidente es responsable políticamente ante la Asamblea de Madrid. También debe remitir a la Asamblea la información que esta requiera del Gobierno o Administración regionales. Otra función importante es la de firmar los decretos aprobados por el Consejo de Gobierno así como las leyes y decretos legislativos aprobados por la Asamblea de Madrid que serán promulgadas en nombre del Rey por el presidente, el cual también ordenará su publicación en el Boletín Oficial de la Comunidad de Madrid y en el Boletín Oficial del Estado según formaliza el artículo 41 del Estatuto de Autonomía. Igualmente, el presidente ordena la publicación en el Boletín Oficial de la Comunidad de Madrid la designación del presidente del Tribunal Superior de Justicia de Madrid tras ser nombrado por el Rey, a propuesta del Consejo General del Poder Judicial, de acuerdo con el artículo 48 del Estatuto de Autonomía.
Además, según el artículo 21 del Estatuto de Autonomía, el presidente puede disolver la Asamblea de Madrid para la convocatoria de elecciones formalizándose tras la firma del decreto. Sin embargo, la nueva legislatura resultante de renovar la Asamblea no tendrá una duración de cuatro años ya que el punto 3 estipula cuando se produce una convocatoria anticipada de los comicios autonómicos en la comunidad "la nueva cámara que resulte de la convocatoria electoral tendrá un mandato limitado por el término natural de la legislatura originaria". 
Por otra parte, puede convocar consultas populares o referendos, siempre y cuando cuente con la aprobación de las Cortes Generales de España.
Finalmente, cabe destacar que en caso de infracción o delito en el ejercicio de sus funciones, debe comparecer ante la Sala de lo Penal del Tribunal Supremo según estipula el artículo 24 del Estatuto de Autonomía. Ante este mismo se le podrá exigir la responsabilidad civil en que hubiera incurrido en Presidente de la Comunidad de Madrid con ocasión del ejercicio de su cargo.

## Moción de censura y cuestión de confianza
El procedimiento de moción de censura puede iniciarse con un respaldo de un mínimo del 15 % de los parlamentarios de la Asamblea de Madrid. De igual modo, puede plantear ante la Asamblea, previa deliberación del Consejo de Gobierno, la cuestión de confianza.

## Listado de presidentes
La persona que más tiempo ha estado al frente de la Comunidad de Madrid es el socialista Joaquín Leguina, quien gobernó durante tres legislaturas (12 años), y la que menos, el popular Pedro Rollán, que desempeñó el cargo en funciones cuatro meses. El PSOE ha tenido un presidente y el PP, siete (incluyendo a un interino).

## Expresidentes vivos
En 2001 se les asignó una partida de representación. Con la creación del Consejo Consultivo de la Comunidad de Madrid en 2007, se otorgó a los expresidentes la condición de consejeros vitalicios de dicho ente, y posteriormente, en 2008, se regularon de forma específica los derechos, honores y precedencias de los expresidentes. En 2015, el Consejo Consultivo la Comunidad de Madrid fue suprimido, ahorrándose 2,3 millones de euros anuales. Los expresidentes investidos vivos, en orden de servicio, son:

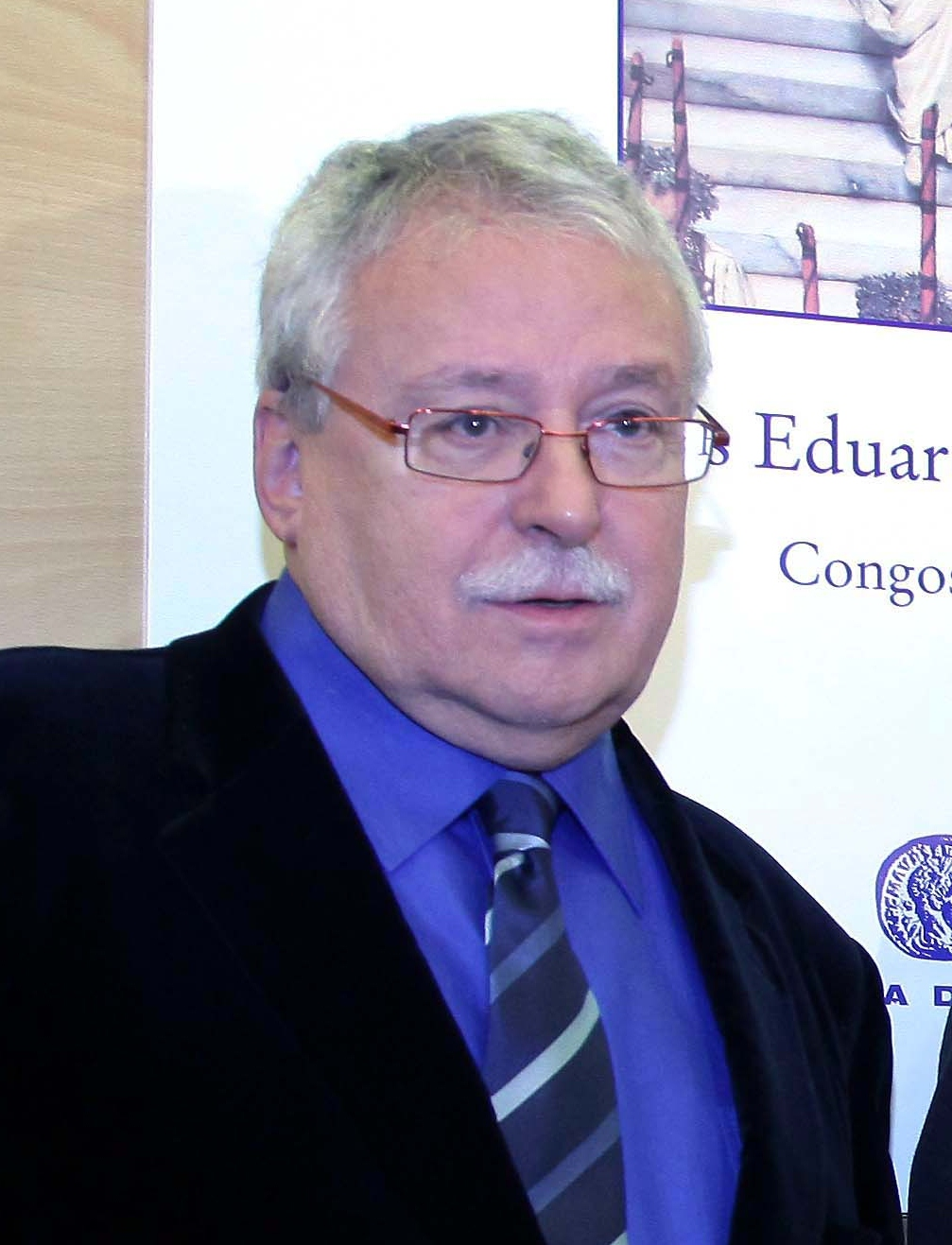
Joaquín Leguina (1983-1995) N. 5 de mayo de 1941 84 años
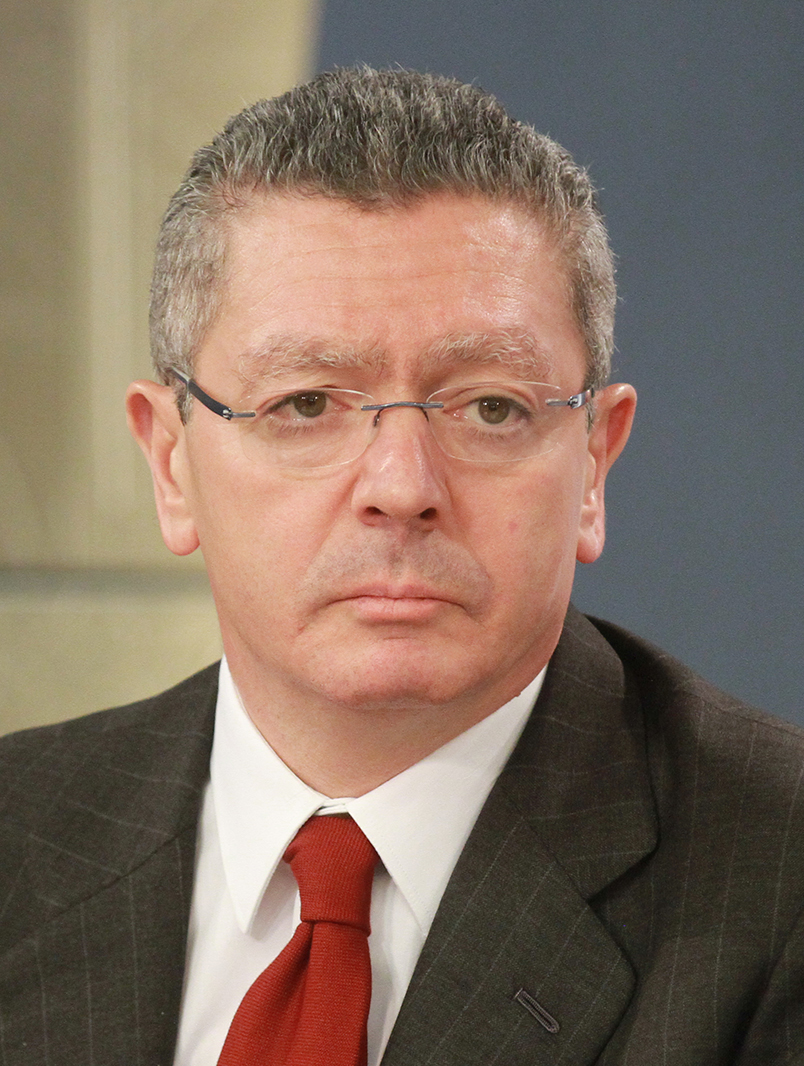
Alberto Ruiz-Gallardón (1995-2003) N. 11 de diciembre de 1958
66 años
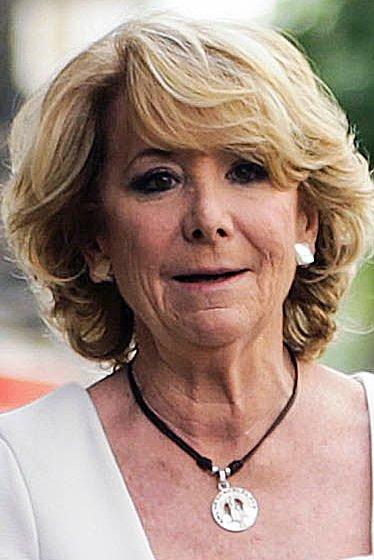
Esperanza Aguirre (2003-2012) N. 3 de enero de 1952
73 años
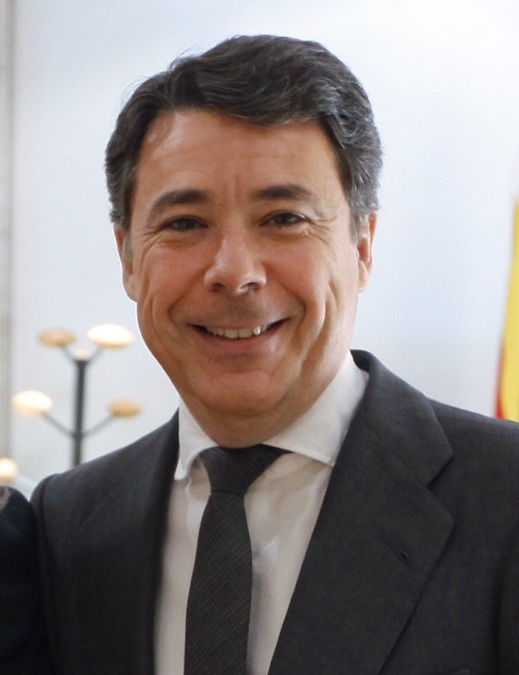
Ignacio González (2012-2015) N. 19 de octubre de 1960
64 años
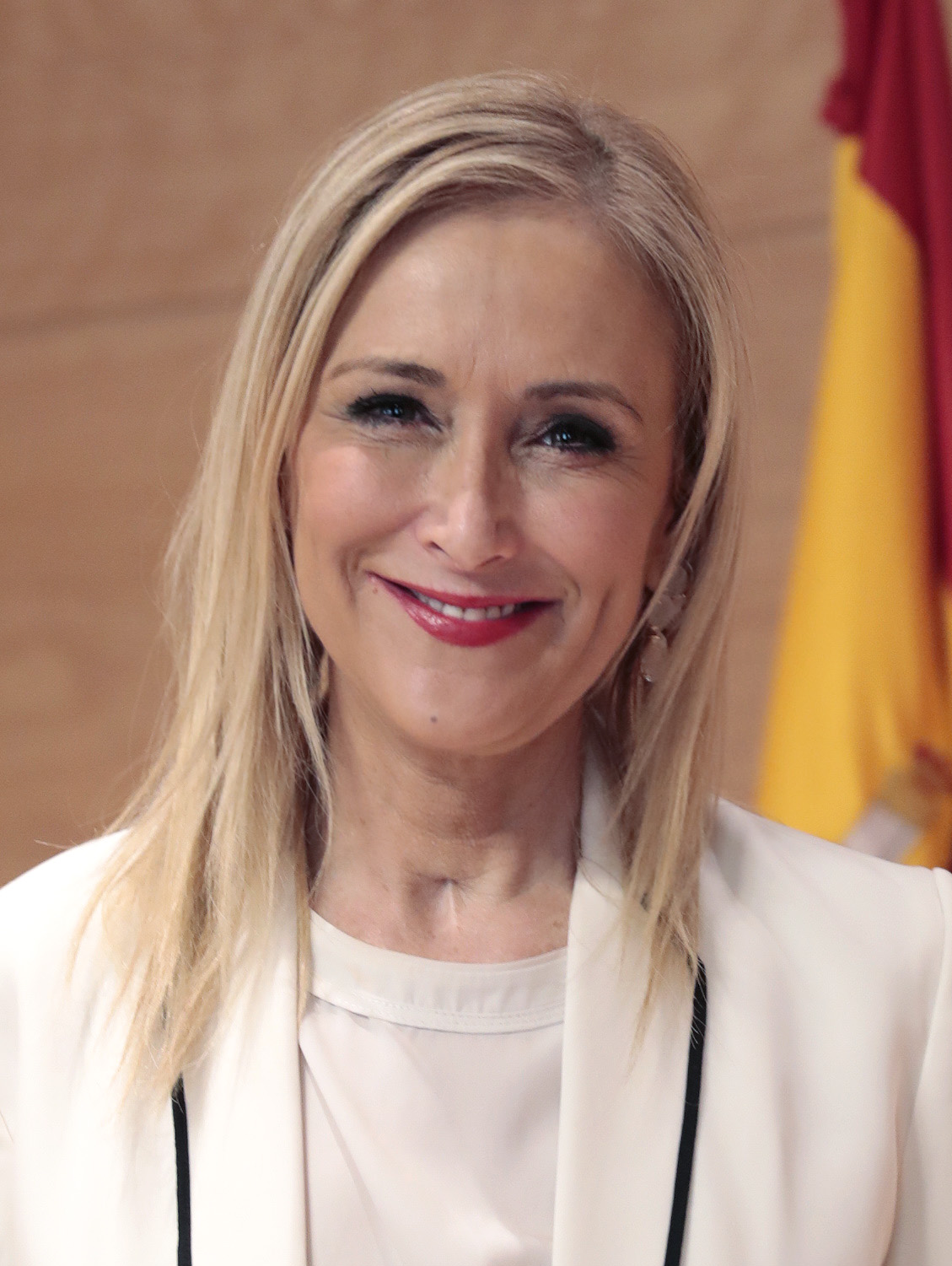
Cristina Cifuentes (2015-2018) N. 1 de julio de 1964
61 años
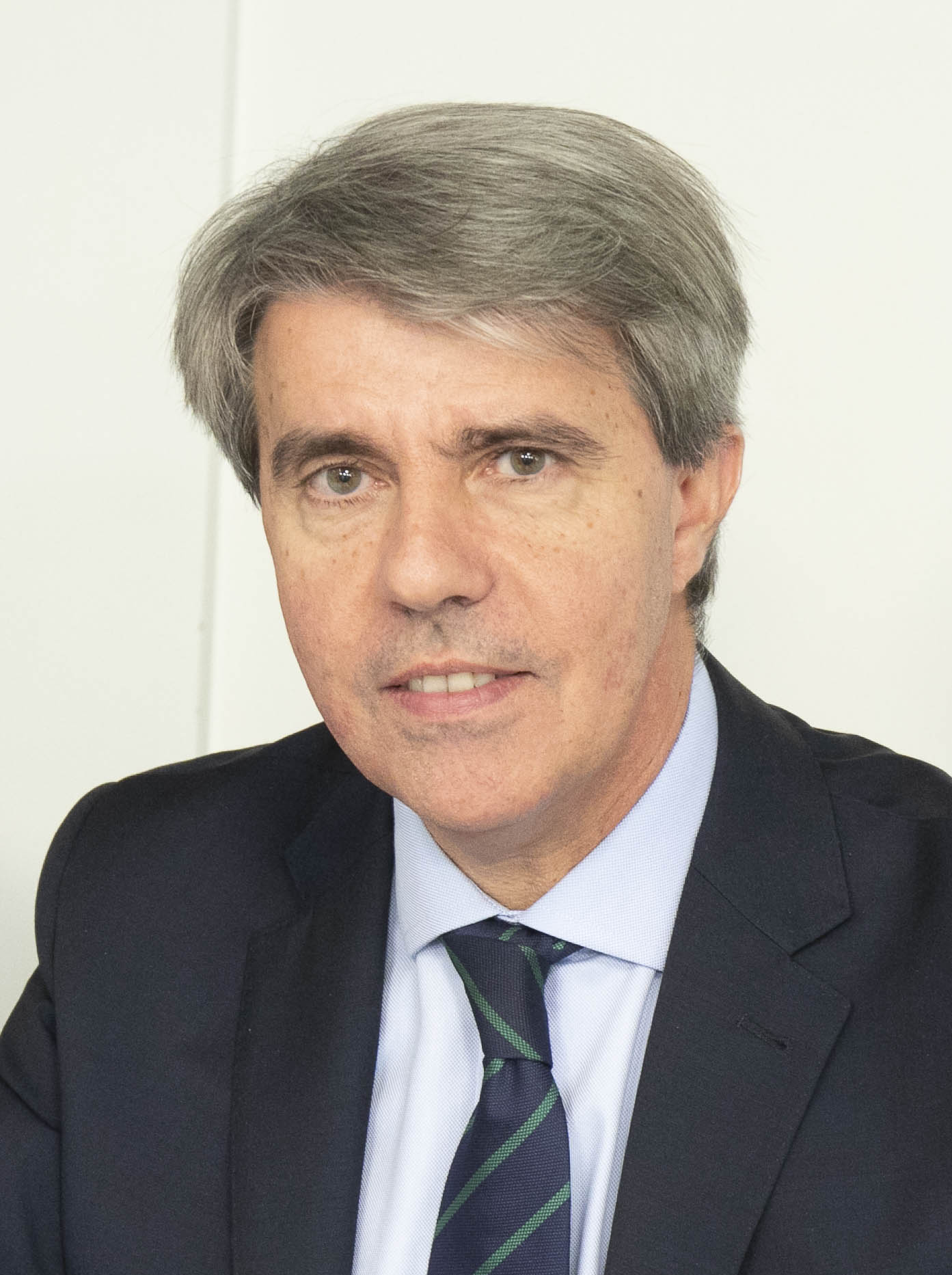
Ángel Garrido (2018-2019) N. 7 de abril de 1964 61 años